# Parque Estadual de Waimea Canyon
O Waimea Canyon, também conhecido como o Grand Canyon do Pacífico, é um grande cânion, com cerca de desesseis quilômetros de comprimento, 1,5 quilômetro de largura e cerca de um quilômetro de profundidade. Ele se encontra no lado oeste da ilha de Kauai nos arquipélagos do Havaí, nos Estados Unidos. Waimea significa “água avermelhada” em havaiano, uma referência à erosão do solo vermelho do cânion. O cânion foi formado por uma profunda incisão do rio Waimea originada da extrema precipitação no pico central da ilha, o Monte Waialeale, um dos lugares mais úmidos da terra.

## Geografia
O Parque Estadual de Waimea Canyon é um parque estadual que abrange 1.866 acres (7.5 km2) e é uma popular atração turística na ilha de Kauai. Ele oferece uma área selvagem com diversas trilhas para caminhadas. Ele pode ser acessado a partir de Waimea na estrada estadual 550 do Havaí, que tem dezoito milhas de comprimento e leva até o Parque Estadual de Koke'e. A ilha de Niʻihau, apenas a uma curta distância a oeste de Kauaʻi naquele ponto, pode ser claramente vista da estrada.

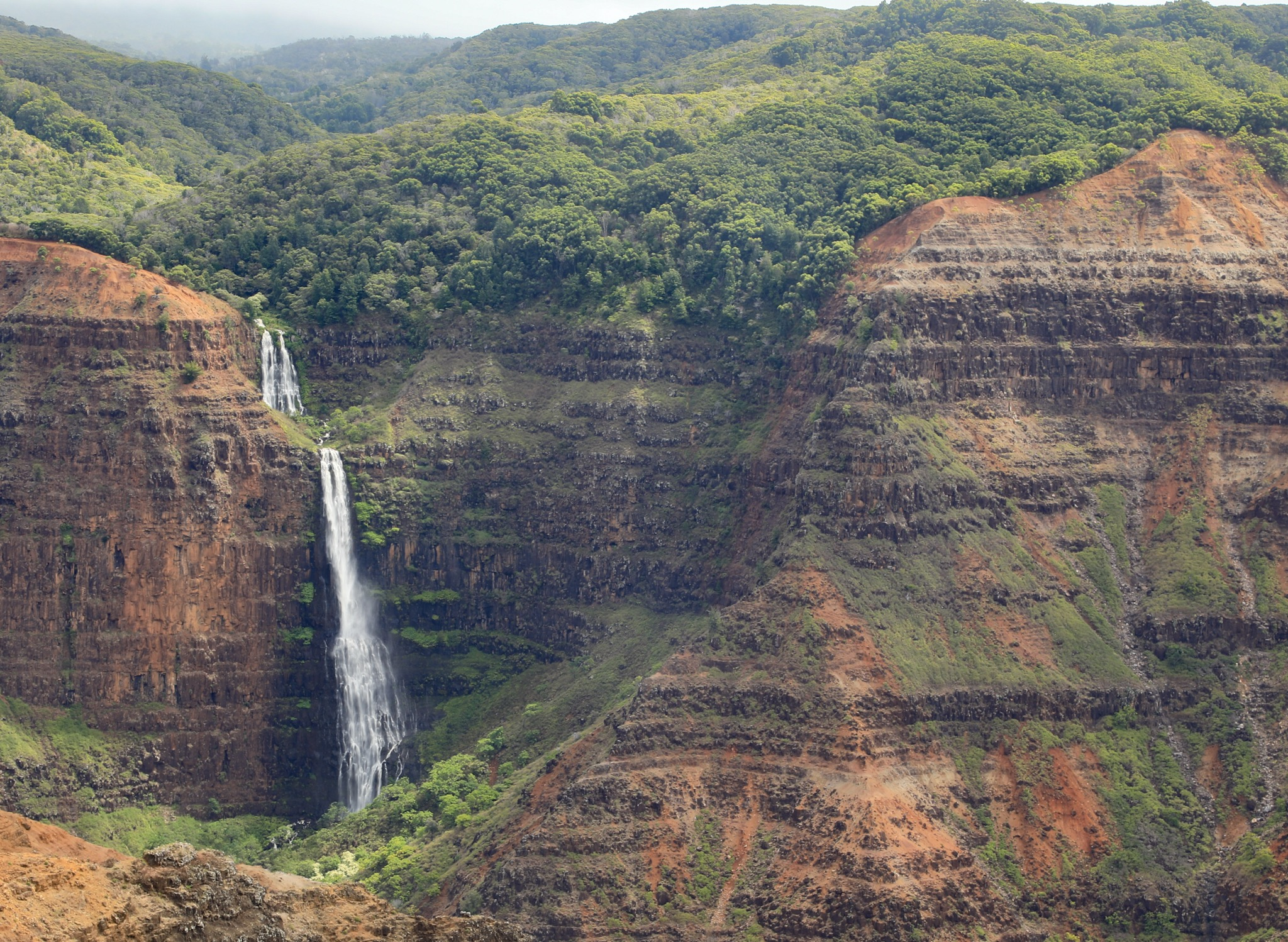
Cachoeiras no Parque Estadual de Waimea Canyon

## Galeria

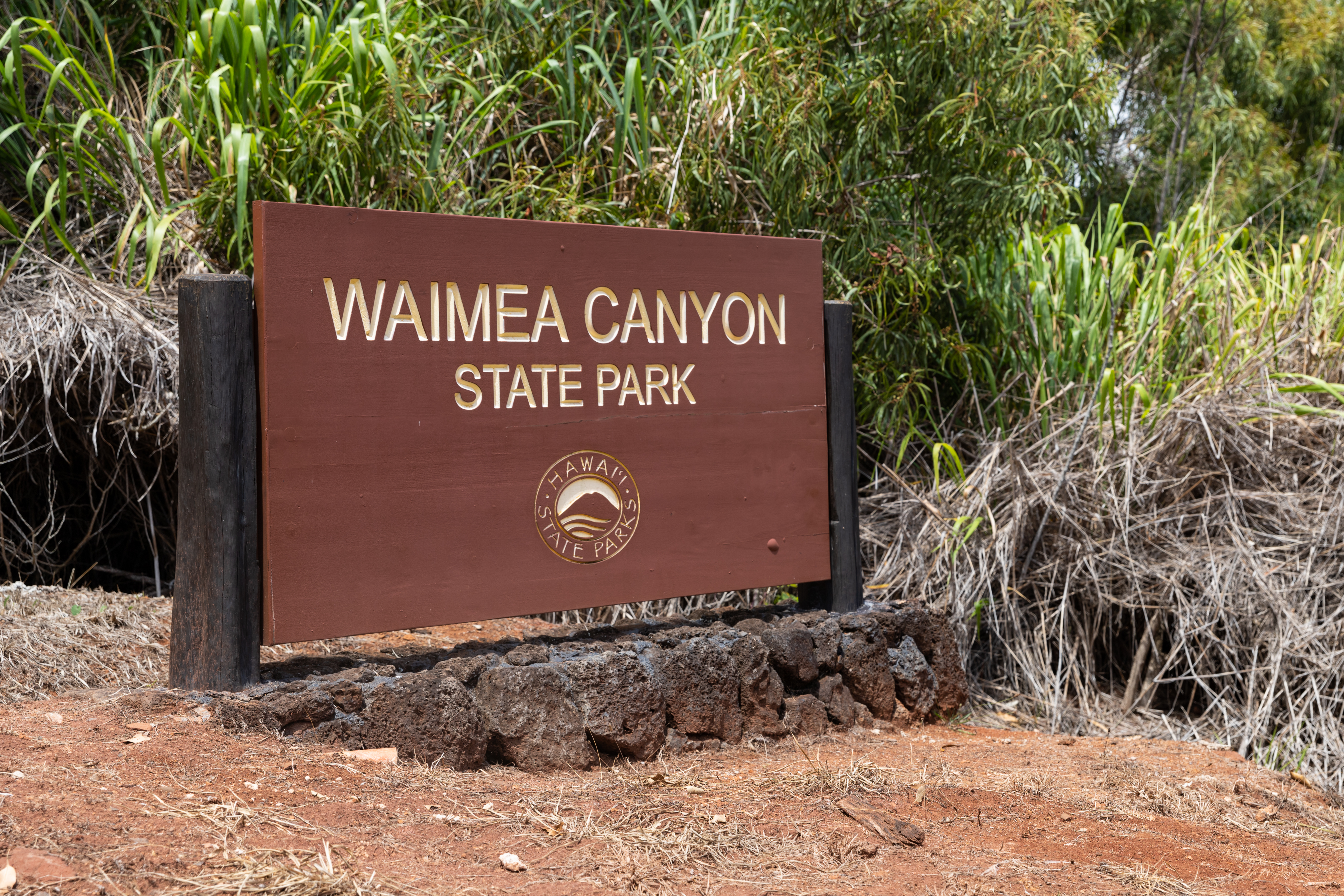
Parque Estadual de Waimea Canyon, Kauai, Havaí
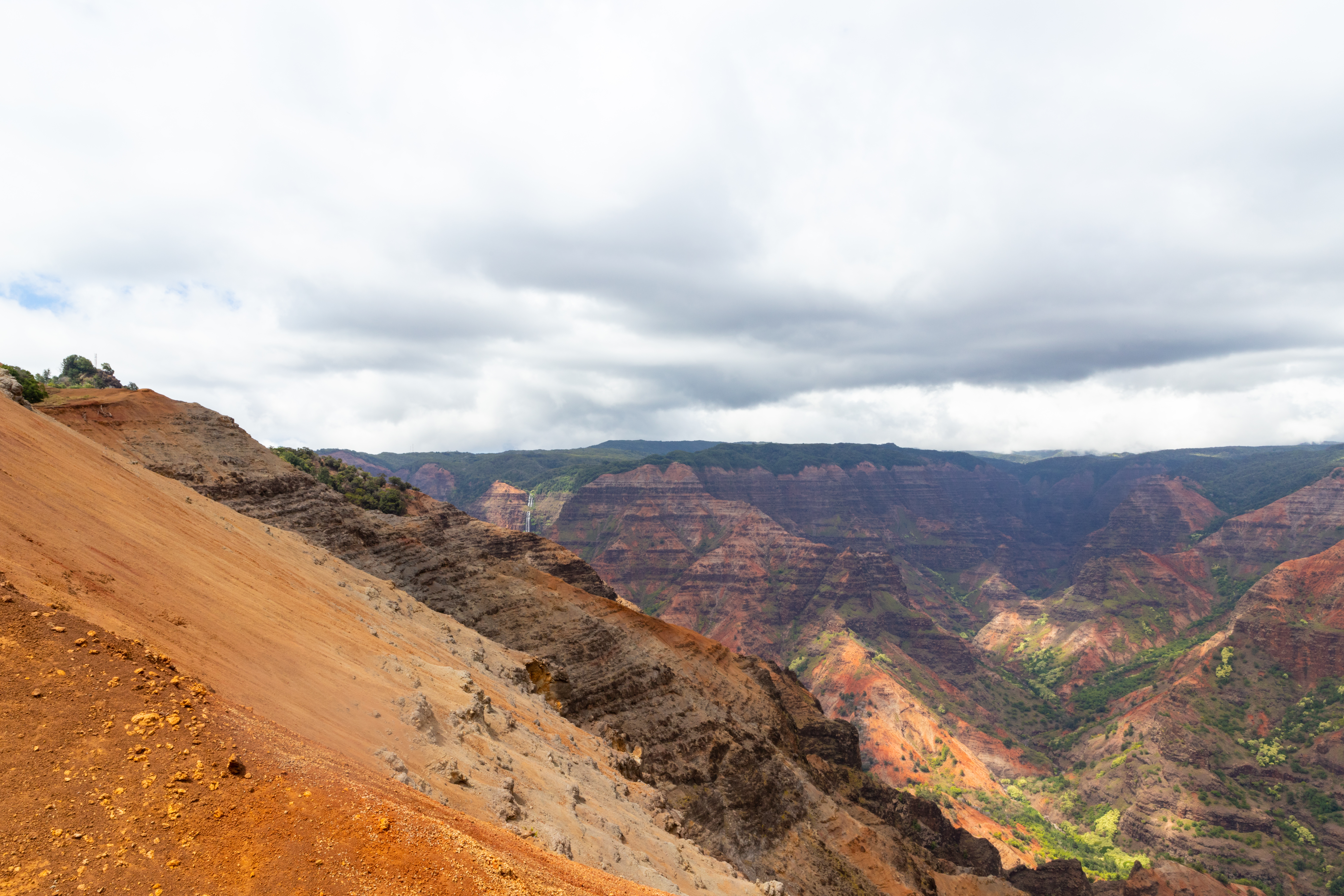
Areia vermelha no Parque de Waimea Canyon Kauai, Havaí
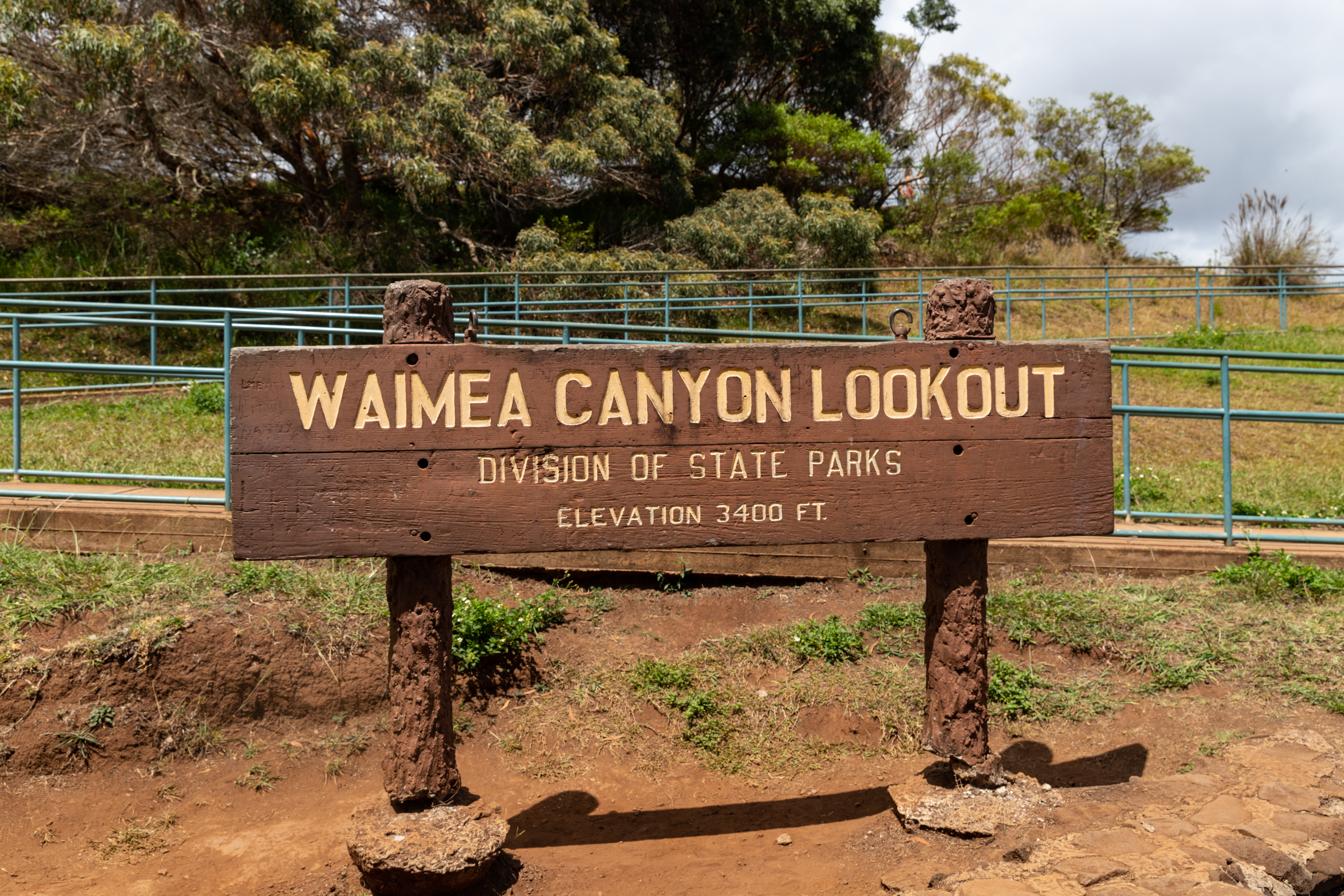
Ponto de observação do Parque Estadual de Waimea Canyon, Kauai, Havaí
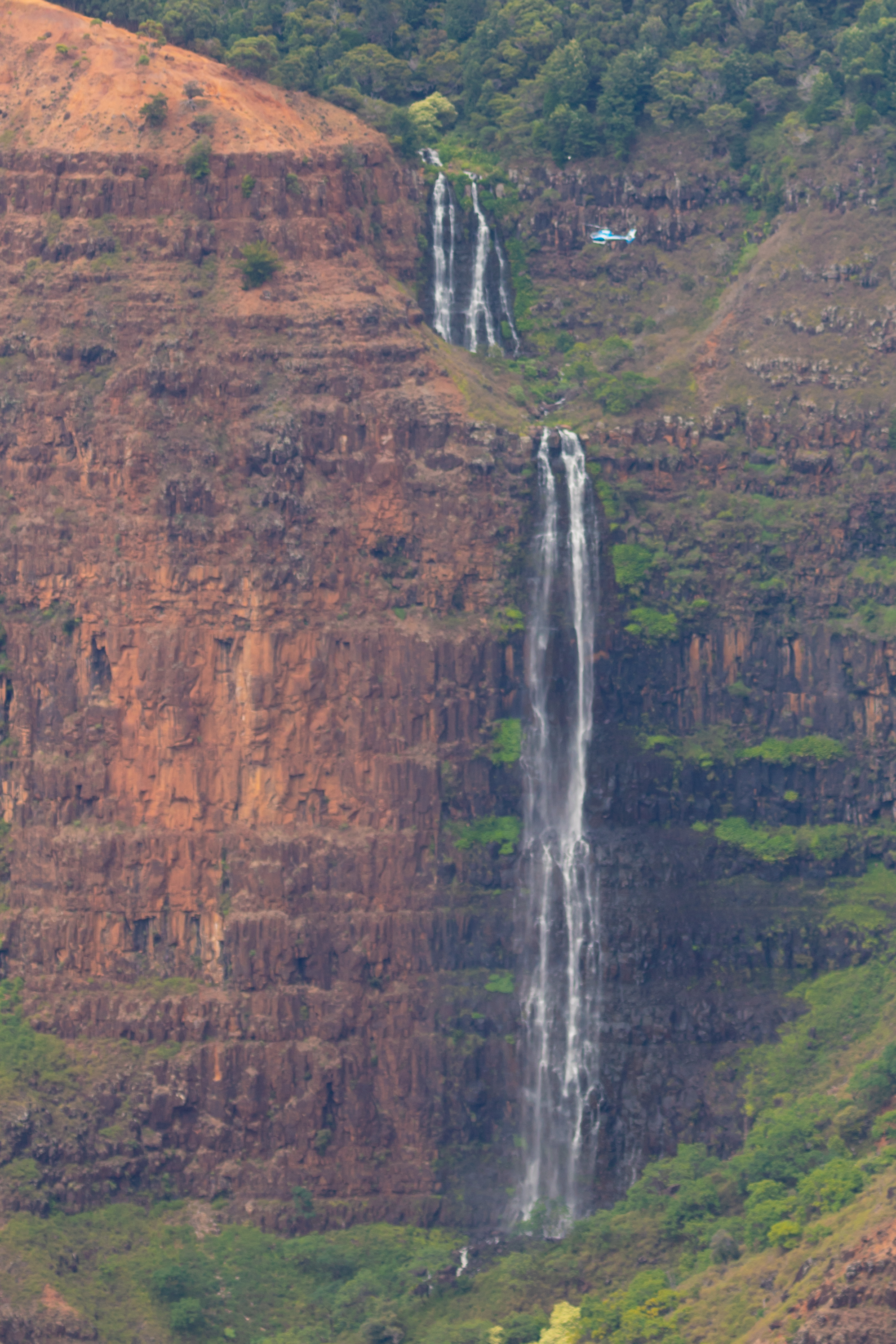
Passeio de helicóptero até as Cachoeiras Waipoo, Kauai, Havaí
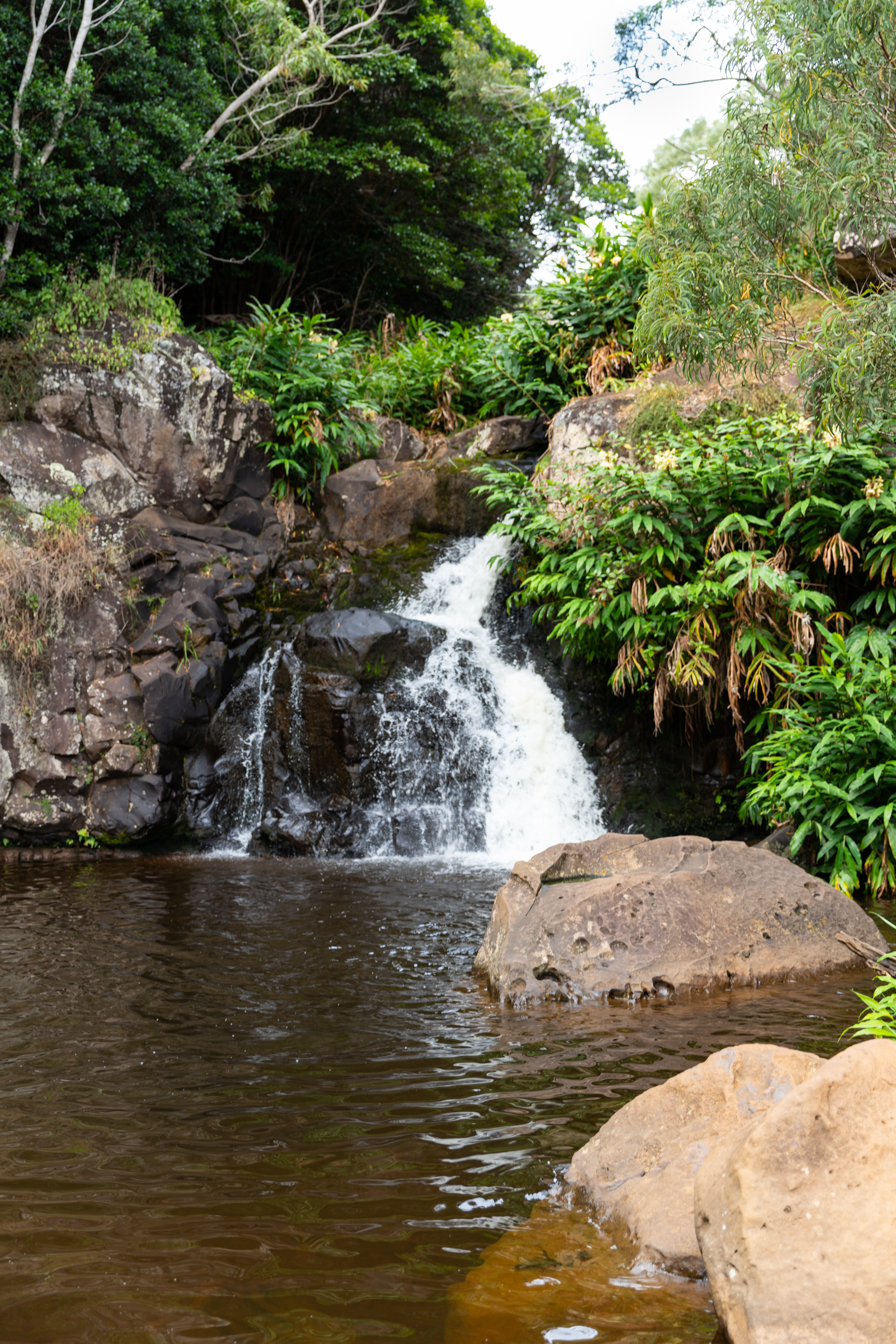
Cachoeira Superior Waipoo, Parque Estadual de Waimea Canyon, Kauai, Havaí
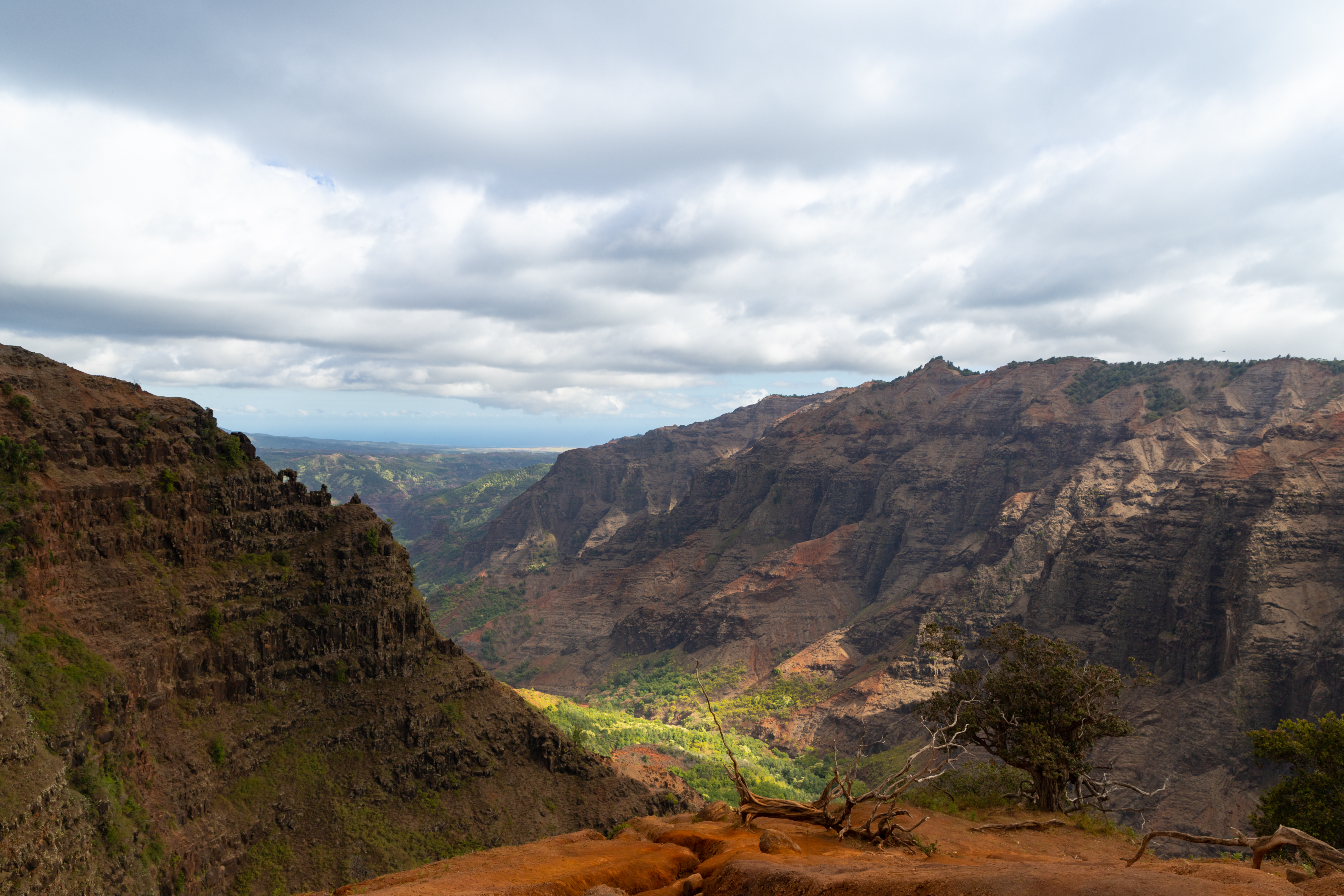
Trilha do Cânion até a Cachoeira Waipoo, Parque Estadual de Waimea Canyon, Kauai, Havaí.